# 鶉站

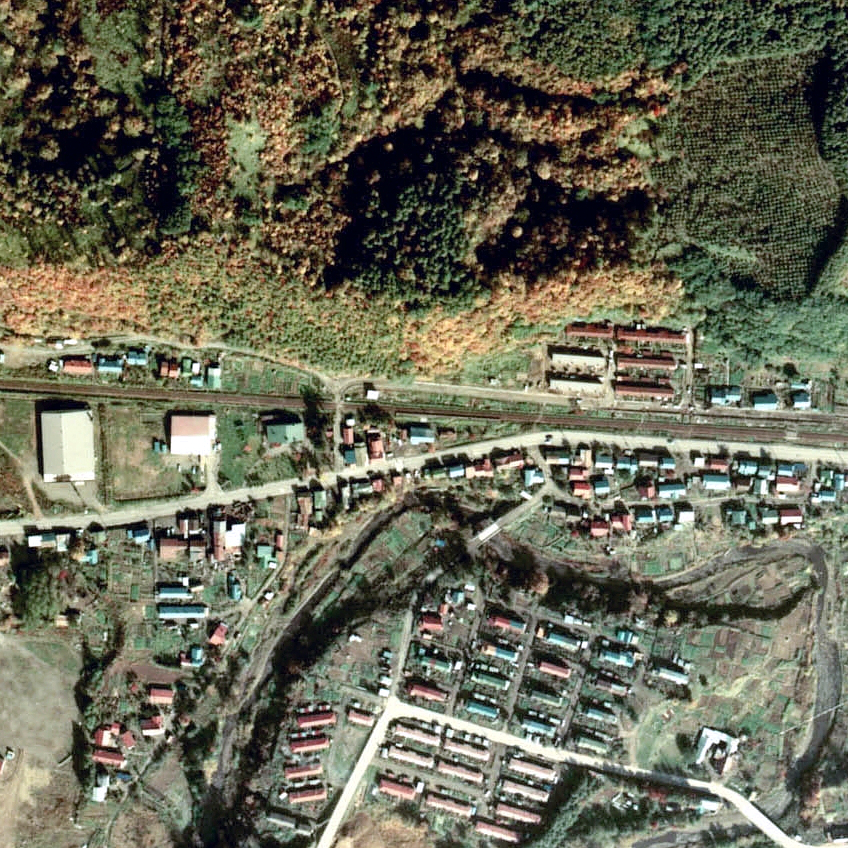
1976年的鶉站與方圓500米範圍。左邊是砂川方向。

鶉站（日语：／ Uzura eki */?）是位於北海道空知郡上砂川町字鶉，北海道旅客鐵道（JR北海道）的函館本線上砂川支線車站（廢站）。隨著上砂川支線全線廢線，車站在1994年（平成6年）5月16日廢除。

## 歷史
在昭和21年7月，砂川町（當時未分離為上砂川町。）向札幌鐵道管理局陳情，於上砂川至砂川之間設置中途站。後來土地和建築物在三井礦山寄贈下開設此站。
- 1948年（昭和23年）12月1日：國有鐵道函館本線（上砂川支線）鶉臨時乘降場（局（日语：鉄道管理局）設定）啟用[2]。
- 1953年（昭和28年）10月1日：升級至車站。名為鶉站。車站可處理旅客和行李[2]。
- 1959年（昭和34年）12月18日：暫停處理行李[2]。
- 1962年（昭和37年）
  - 4月1日：成為業務委託車站[2]。
  - 4月5日：再次可處理行李[2]。
- 1984年（昭和59年）
  - 2月1日：結束處理行李[2]。
  - 4月1日：成為無人車站[2]。
- 1987年（昭和62年）4月1日 - 伴隨國鐵分割民營化，車站由北海道旅客鐵道（JR北海道）營運。
- 1994年（平成6年）5月16日 - 上砂川支線全線廢除，此站也廢除。

### 站名的由來
車站名稱取自所在地名。地方源自當地的開拓者來自福井縣坂井郡鶉村（現時：福井市鶉）。

## 車站構造
截至車站廢除前，此站是地面車站，設有1面1線的單式月台。月台位於路軌南邊（上砂川方向的列車會開啟右邊車門）。
此站是無人車站。在有人車站時代還有車站大樓。大樓位於站內西南邊，路軌較高處，因此前往月台處設有樓梯。在車站晩年，車站大樓外牆進行了裝修，並利用已停用的事務室部分變成咖啡店。

## 使用狀況
- 在1981年度（昭和56年度），1日平均上下車人次為25人[3]。
- 在1992年度（平成4年度），1日平均上下車人次為6人[4]。

## 車站周邊
車站位於被山圍繞的村落內，比下鶉站更深入。
- 北海道道115號蘆別砂川線（日语：北海道道115号芦別砂川線）
- 北海道中央巴士（日语：北海道中央バス）「鶉本町」巴士站
- 上砂川鶉郵局

## 現況
車站大樓在車站廢除後仍然設有咖啡店。截至1997年（平成9年），該商店結業了。截至2010年（平成22年），大樓外牆經過翻新，窗口的形狀改變後，變成了咖啡和小食店。

## 相鄰車站
北海道旅客鐵道
函館本線（上砂川支線）
下鶉－鶉－東鶉

## 注腳
1. ↑  上砂川町史 昭和63年3月發行 P.1519。
2. 1 2 3 4 5 6 7  上砂川町史 昭和63年3月發行 P.1521。
3. 1 2 3 4  書籍《国鉄全線各駅停車1 北海道690駅》（小學館，1983年7月發行）48頁。
4. 1 2  書籍《JR・私鉄全線各駅停車1 北海道630駅》（小學館，1993年6月發行）59頁。
5. ↑  書籍《鉄道廃線跡を歩くIV》（JTB出版，1997年12月發行）42-43頁。
6. ↑  書籍《北海道の鉄道廃線跡》（著：本久公洋，北海道新聞社，2011年9月發行）22頁。
7. ↑  書籍《新 鉄道廃線跡を歩く1 北海道・北東北編》（JTB出版，2010年4月發行）118-119頁。